# Sam Giancana
Salvatore (Sam) Giancana (Chicago, 15 juni 1908 – Oak Park, 19 juni 1975), geboren als Salvatore Giangana, was een Amerikaans maffioso. Hij was ook bekend onder de bijnamen Momo, Sam the Cigar en Mooney Sam. Van 1957 tot 1966 stond hij aan het hoofd van de Chicago Outfit.

## Biografie

### Jeugd
Sam Giancana werd in 1908 geboren als Salvatore Giangana. Hij groeide op in de Italiaanse gemeenschap in de West Side van Chicago. Zijn ouders waren Siciliaanse immigranten die afkomstig waren van Partanna. Zijn vader Antonino bezat een handkar en verkocht groenten. Later opende hij een Italiaanse ijswinkel.
In zijn jeugdjaren sloot Sam Giancana zich aan bij "42 Gang", een jeugdbende die werd aangestuurd door de criminele politicus Joe Esposito. Giancana maakte binnen de bende naam als een uitstekende vluchtautopiloot, grootverdiener en gevaarlijke moordenaar. In 1928 werd Esposito vermoord. Volgens sommige bronnen was Giancana bij de moord betrokken. Na de dood van Esposito werd de jeugdbende een onderafdeling van de Chicago Outfit, hoewel de Outfit de straatbende aanvankelijk te roekeloos vond.

### Chicago Outfit
Ondanks het wantrouwen tussen 42 Gang en de Outfit maakte de reputatie van Giancana al snel indruk op de invloedrijke Outfitbazen Frank Nitti, Paul Ricca en Tony Accardo. Eind jaren 1930 werd hij het eerste lid van 42 Gang dat zich bij de Outfit mocht aansluiten.
In de jaren 1940 en 1950 nam zijn macht binnen de maffia van Chicago toe. Giancana raakte bevriend met Eddie Jones, een Afrikaans-Amerikaanse zakenman die aan het hoofd stond van een illegale, maar zeer lucratieve loterij in de South Side van Chicago. Giancana overtuigde Accardo, de toenmalige onderbaas van de Outfit, om de illegale loterij die door de Afrikaans-Amerikaanse gemeenschap gecontroleerd werd over te nemen. Als een gevolg werden verscheidene Afrikaans-Amerikaanse gangsters het land uitgejaagd of vermoord. In 1952 vermoordde de crew van Giancana gokbaas Theodore Roe. Een jaar eerder had Roe zelf een benoemd lid van Giancana's bende doodgeschoten.

### Maffiabaas
De loterij bracht de Outfit miljoenen op en versterkte de positie van Giancana. In 1957 zette Accardo een stap terug om consigliere van de Outfit te worden en werd Giancana de nieuwe baas van de organisatie. Algemeen wordt aangenomen dat de werkelijke macht binnen de Outfit bij Accardo en Ricca bleef. Zo was Giancana bij belangrijke zaken – zoals grote geldtransacties en moorden – verplicht om Accardo en Ricca te raadplegen.
Giancana was in november 1957 ook een van de aanwezigen op de Conferentie van Apalachin, een grote maffiabijeenkomst in Apalachin (New York) waar zo'n honderd maffiosi van alle Amerikaanse misdaadfamilies aan deelnamen.

### Banden met de CIA
Het wordt algemeen aangenomen dat Giancana en enkele andere gangsters gedurende het presidentschap van John F. Kennedy door de Central Intelligence Agency (CIA) ingeschakeld werden om de Cubaanse leider Fidel Castro te vermoorden. Dit werd ook gedeeltelijk bevestigd tijdens de hoorzittingen van de commissie-Church, die in 1975 onderzocht of de Amerikaanse overheid geprobeerd had om buitenlandse politieke leiders te vermoorden.
Judith Campbell Exner beweerde dat ze de maîtresse was van zowel John F. Kennedy als Giancana en dat zij voor de communicatie tussen beide mannen zorgde.
Tot 1959 werd Cuba geleid door Fulgencio Batista, die een goede relatie had met de Verenigde Staten. Onder het gezag van Batista bezat de Italo-Amerikaanse maffia verscheidene winstgevende casino's in Cuba. Na de val van Fulgencio Batista en de machtsgreep van Castro in 1959 verslechterde de relatie tussen Cuba en de Verenigde Staten. De maffia werd uit het land weggejaagd. In 2007 werden er CIA-documenten vrijgegeven waaruit bleek dat de inlichtingendienst in 1960 gewezen FBI-agent Robert Maheu had ingeschakeld om Johnny Roselli, een maffioso uit Chicago, te contacteren. Maheu, die verzweeg dat hij voor de CIA werkte, bood Roselli 150.000 dollar aan om Castro uit de weg te ruimen. Roselli weigerde betaald te worden en bracht Maheu vervolgens in contact met Santo Trafficante jr. en Giancana. Trafficante was een van de maffiabazen die voor de komst van Castro een groot aandeel had in de Cubaanse casino's.
In dezelfde periode werd Maheu door Giancana ingeschakeld om zangeres Phyllis McGuire, de toenmalige maîtresse van Giancana, af te luisteren. De maffioso wilde te weten komen of McGuire, die hij via Frank Sinatra had leren kennen, een liefdesaffaire had met komiek Dan Rowan. Maheu riep de hulp in van een agent om de afluisterapparatuur te installeren, maar de klus werd niet volbracht omdat de agent gearresteerd werd. Op vraag van de CIA zorgde Robert Kennedy ervoor dat Maheu en de agent niet vervolgd werden. Volgens de dochter van Giancana had McGuire in die periode ook een affaire met John F. Kennedy.

### Ondergang
Tot grote ergernis van enkele kopstukken van de Chicago Outfit trok Giancana met zijn levensstijl te veel aandacht van de overheid. Hij werd ook lange tijd afgeluisterd door de Federal Bureau of Investigation (FBI). Bovendien weigerde Giancana zijn aandeel in buitenlandse casino's te delen met de rest van zijn organisatie, omdat hij vond dat die ondernemingen geen deel uitmaakten van de jurisdictie van de Outfit.
In 1966 moest hij voor een grand jury verschijnen. Als een gevolg daarvan belandde hij een jaar in de gevangenis. Joseph Aiuppa werd vervolgens door Ricca en Accardo aangesteld als de nieuwe baas van de Chicago Outfit.
Na zijn vrijlating verhuisde Giancana naar Cuernavaca (Mexico) om verdere vervolging te vermijden. Op 19 juli 1974 werd hij door de Mexicaanse autoriteiten gearresteerd en uitgeleverd aan de Verenigde Staten.
Na zijn terugkeer naar Chicago zat hij opnieuw samen met de Outfit, maar hij bleef weigeren om een deel van zijn casinowinsten af te staan aan de rest van de organisatie. In die periode hield de politie een oogje in het zeil aan Giancana's woning in Oak Park (Illinois). Op 19 juni 1975 werden de agenten die toezicht moesten houden, teruggeroepen. Diezelfde nacht werd Giancana in de kelder van zijn woning doodgeschoten. Politiespeurders vermoedden dat hij werd vermoord door een goede kennis die hij zelf had binnengelaten.
Giancana werd vermoord net voor hij voor de commissie-Church moest verschijnen, waarin onder meer onderzocht zou worden of de CIA en de maffia hadden samengewerkt aan de moord op John F. Kennedy. Na de moord doken er verschillende theorieën op over wie Giancana vermoord had. Zo wordt onder meer Santo Trafficante jr. beschouwd als een opdrachtgever. Hij zou niet gewild hebben dat Giancana over hun samenwerking met de CIA zou praten en zou om die reden de opdracht gegeven hebben om hem te vermoorden. Volgens een andere theorie werd Giancana doodgeschoten op vraag van Outfitbaas Aiuppa, die vreesde dat Giancana opnieuw baas wilde worden en zich stoorde aan het feit dat Giancana zijn buitenlandse gokwinsten niet wilde delen.
Giancana's trouwe vriend Dominic "Butch" Blasi was op de avond van de moord op bezoek bij Giancana. Hij werd een tijdje beschouwd als de mogelijke uitvoerder, maar zowel FBI-experten als Giancana's dochter Antoinette geloven niet dat Blasi de dader was. Volgens Michael J. Corbitt, de toenmalige politiechef van Willow Springs en een partner van de Chicago Outfit, was Tony Spilotro de uitvoerder. In een gesprek met Corbitt vertelde capo Salvatore Bastone dat Spilotro, die ook in Oak Park woonde, een manier wist om via de tuinen van de buren onopgemerkt het huis van Giancana te benaderen. Bovendien was hij een van de weinige personen die Giancana vertrouwde en in zijn huis zou toegelaten hebben.

## In populaire cultuur
Naast zijn rol als maffiabaas werd Sam Giancana ook bekend omwille van zijn (vermeende) banden met bekendheden als John F. Kennedy, Marilyn Monroe en Frank Sinatra.

### Film
- In de tv-film Mafia Princess (1986), een verfilming van de gelijknamige biografie van Giancana's dochter Antoinette, wordt de maffioso gespeeld door Tony Curtis.
- De film JFK (1991) bevat archiefbeelden van Giancana.
- In de film Ruby (1992) wordt hij vertolkt door Carmine Caridi.
- In de tv-film Sugartime (1995) komt Giancana's relatie met zangeres Phyllis McGuire aan bod. De maffioso wordt gespeeld door John Turturro.
- Robert Miranda vertolkte Giancana in de tv-film The Rat Pack (1998).
- In Power and Beauty (2002) wordt Giancana gespeeld door Peter Friedman.
- Joe Pesci's personage Joseph Palmi in The Good Shepherd (2006) is een combinatie van bekende maffiosi als Giancana, Santo Trafficante jr. en Carlos Marcello. Het personage wordt door de CIA gevraagd om Fidel Castro te vermoorden.

### Televisie
- In de miniserie Sinatra (1992) wordt Giancana vertolkt door Rod Steiger.
- In de Canadees-Amerikaanse reeks The Kennedys (2011) wordt de maffioso gespeeld door Serge Houde.
- In de achtdelige AMC-miniserie The Making of the Mob: Chicago (2016) wordt Giancana vertolkt door Emmett Skilton.